# Naoki Ogawa
Naoki Ogawa (japanisch 小川 直毅 Ogawa Naoki; * 3. Juli 1995 in Kawanishi) ist ein japanischer Fußballspieler.

## Karriere
Ogawa erlernte das Fußballspielen in der Jugendmannschaft von Gamba Osaka. Seinen ersten Vertrag unterschrieb er 2014 bei Gamba Osaka. Der Verein spielte in der höchsten Liga des Landes, der J1 League. 2016 wurde er an den Drittligisten Fujieda MYFC ausgeliehen. Für den Verein absolvierte er 19 Ligaspiele. 2016 kehrte er zu Gamba Osaka zurück. 2017 wechselte er zu FC Tiamo Hirakata. Ende 2017 beendete er seine Karriere als Fußballspieler.

## Erfolge
Gamba Osaka
- J1 League

Meister: 2014
- J.League Cup

Sieger: 2014
Finalist: 2016
- Kaiserpokal

Sieger: 2014